# Брезе (област Смолян)
 Тази статия е за селото в област Смолян.  За селото в област София вижте Брезе (Софийска област).  
Брезе е село в Южна България. То се намира в община Девин, област Смолян.

## География
Село Брезе се намира в планински район. Разположено е в южната част на планинския масив Чернатица в Родопите. Отстои на 15 км от общинския център – гр. Девин, и на 30 км от областния център – гр. Смолян. Намира се на 1150 м надморска височина.

## История
През 1872 година в селото има 100 къщи. През 1920 година в селото живеят 800 души, през 1946 – 1034 души, а през 1965 – 951 души.

## Религии
Населението е съставено от православни християни и българи мюсюлмани.

## Културни и природни забележителности
Селото е разположено сред девствени иглолистни гори и е много живописно със своите старинни каменни и новоизградени къщи, съхранили белезите на традиционната Родопска архитектура. Местното население е запазило през вековете характерният говор, песните и обичаите си, които оставят трайни впечатления сред гостите и туристите, посещаващи населеното място.
Най-голямото богатство на селото са топлите минерални извори, извиращи на около 5 км южно от него в местността Беденски бани, на десния бряг на река Широколъшка. Минералната вода извира с дебит 10,37л/сек и температура 74 – 76 ℃. Термоминералните извори се извличат чрез изградени дълбоки сондажи, като на терена водата при отворен сондаж излиза на самоизлив. Водата е хидрокарбонатно-сулфатно-натриева, с повишено съдържание на въглероден двуокис и минерализация 1,7 – 1,8 г/л. Подходяща е за лечение на заболявания на опорно-двигателния апарат, нервната, половата, сърдечно-съдовата и храносмилателната система.
В района на селото има множество природни и културни забележителности – неразработена пещера в местността „Каров мост“, останки от средновековно селище и некропол на връх „Свети Никола“, старинни каменни гробища в местността „Кум Кидик“, стар римски път в местността „Ченгене Кьошк“, новоизграден параклис в местността „Синора“ и др.
Съхраненото културно-историческо наследство се съчетава с изключително богатство на природни ресурси – гори, поляни, чист въздух, топли минерални извори, разнообразни растителни и животински видове.
През 2020 г. пловдивският митрополит Николай тържествено освещава новата църква "Свети Йоан Предтеча", издигната в селото след дългогодишни старания и с общите усилия на жителите на Брезе. Историята за изграждането на храма е разказана в книгата "Село Брезе и неговите храмове" с автор Костадин Глушков.

## Известни личности
Родени в Брезе
- Д-р Нухов
- Отец Илиян, протодякон на Пловдивския митрополит
- Любомир Огнянов (р. 1941), историк